# ساس: الأبطال المارقة
ساس: الأبطال المارقة (بالإنجليزية: SAS: Rogue Heroes)‏ هو مسلسل تاريخي درامي من صناعة ستيفن نايت يحكي قصة تأسيس القوة الجوية الخاصة خلال الحرب العالمية الثانية. المسلسل من بطولة كونور سوينديلز، جاك أوكونيل، ألفي آلن، صوفيا بوتلة، دومينيك واست وتوم غلين كارني، عرض المسلسل على قناة بي بي سي ون في 30 أكتوبر 2022.

## روابط خارجية
- ساس: الأبطال المارقة على موقع IMDb (الإنجليزية)
- ساس: الأبطال المارقة على موقع ميتاكريتيك (الإنجليزية)
- ساس: الأبطال المارقة على موقع روتن توميتوز (الإنجليزية)
- ساس: الأبطال المارقة على موقع قاعدة بيانات الفيلم (الإنجليزية)